# Францішек Хмельовський
Францішек Ян Хмельовський (пол. Franciszek Jan Chmielowski; нар. 25 вересня 1908, Львів, Австро-Угорщина — пом. 30 травня 1970, Забже, Польща) — польський футболіст та тренер, захисник.

## Життєпис
Футбольну кар'єру розпочав у львівській «Погоні». У 1924 році перейшов до іншого львівського клубу «Чарні». Рекордсмен «Чарні» за кількістю зіграних матчів у чемпіонаті (143), багаторічний її капітан. У 1927—1933 роках разом з командою виступав в Екстраклясі (на той час — у I лізі). З 1944 по 1945 рік виступав у радянському клубі «Локомотив» (Львів). Співзасновник клубів РКС та КС (обидва з міста Забже), які разом з декількома іншими командами згодом утворили клуб «Гурник» (Забже). Окрім цього працював футбольним суддею, інструктором з футболу в молодіжних школах, а також тренером, в тому числі й другої команди «Гурника» (Забже).